# Ruoholahti
Ruoholahti est une section du quartier de Länsisatama occupant la partie sud-ouest du centre d'Helsinki, en Finlande. Ruoholahti fait partie du district de Kampinmalmi.

## Description
Situé face à l'île de Lauttasaari, à laquelle il est connecté par 2 ponts, il joue dans la région un rôle primordial en matière de transport puisqu'il permet d'assurer une liaison rapide entre la capitale et la ville d'Espoo, plus à l'ouest. Ce quartier borde un des principaux ports du pays, le port Ouest d'Helsinki. Ruoholahti signifie La Baie herbue et se prononce ruoholɑhti en finnois. Son nom suédois est Gräsviken.
Ruoholahti a une superficie de 0,65 km2, sa population s'élève à 3 150 habitants(1.1.2009) et il offre 9 499 emplois (31.12.2005).

## Histoire

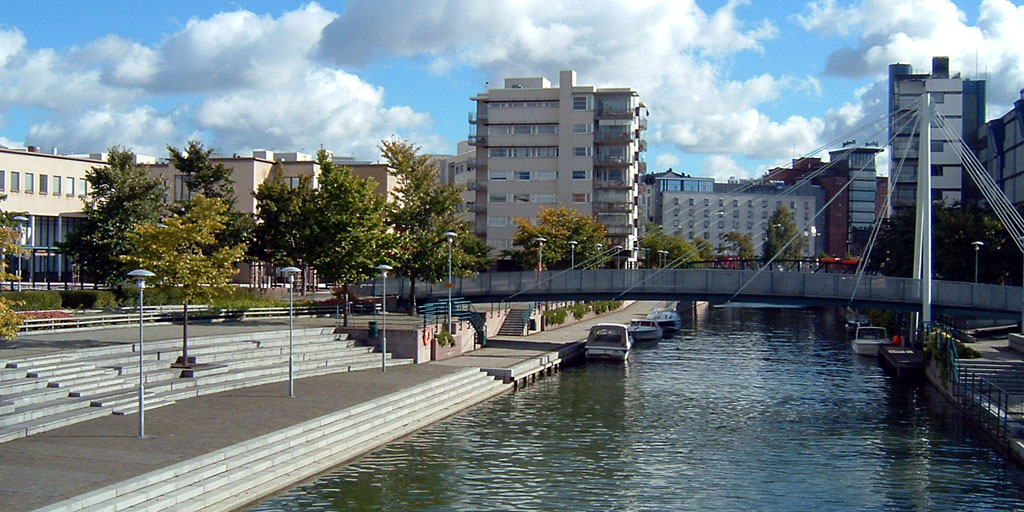
Le canal de Ruoholahti.

Le quartier de Ruoholahti a été créé dans les années 1910 en connectant plusieurs îlots de l'archipel d'Helsinki avec de la terre. Il s'agissait alors de loger les populations travaillant sur le port.
Une petite zone industrielle finit par émerger dans les années 1940, les bâtiments les plus remarquables appartenant à l'entreprise publique ayant le monopole sur les alcools ainsi qu'au fabricant de câbles connu sous le nom de Nokia, qui devint plus tard le leader mondial des téléphones portables. L'usine de câbles Kaapelitehdas, est aujourd'hui un centre culturel. Plus tard, le mouvement d'urbanisation continua du fait de la construction dans les années 1960 de l'autoroute appelée Länsiväylä et reliant Helsinki au sud de la commune d'Espoo.
Le changement ne devint cependant radical qu'en 1991 quand commença l'érection d'un nouveau quartier résidentiel doté de surfaces de bureau. Le métro d'Helsinki arriva dans la zone deux ans plus tard, en 1993. Par ailleurs, un petit canal fut percé à travers le district pour renforcer son image maritime. Nokia se réinstalla sur place en 1999, quand un nouveau centre de recherche fut livré.

## Transports
Les principales liaisons routières du centre-vile d'Helsinki vers l'ouest, par la Kehä II, en direction de Hanko et Turku passent par Ruoholahti.
La route de l'ouest part de Ruoholahti.
Ruoholahti est desservi par le métro d'Helsinki. 
La station de métro de Ruoholahti a longtemps été le terminus ouest du métro, jusqu'à l'achèvement de la première phase du Länsimetro en novembre 2017.
Les lignes de bus de Lauttasaari et d'Espoo s'arrêtent rue Porkkalankatu. 
La ligne de bus 15 circule entre la station de métro de Ruoholahti et les immeubles de bureaux de Salmisaarenranta aux heures de pointe.
La ligne de tramway 8 traverse Itämerenkatu par le pont Crusellinsilta jusqu'à Jätkäsaari. 
Les lignes de tramway 6 et 9 vers Länsisatama passent également près de Ruoholahti.

## Projets
Dans les prochaines années, la zone doit continuer de s'étendre grâce au déplacement des piles de charbon stockées à proximité de l'usine vers un entrepôt souterrain, ce qui libérera de la place pour de nouvelles constructions. De la même façon, le terminal conteneurs du port devrait être déplacé à Vuosaari et se transformer en une série d'immeubles d'habitation et de bureaux.

## Galerie

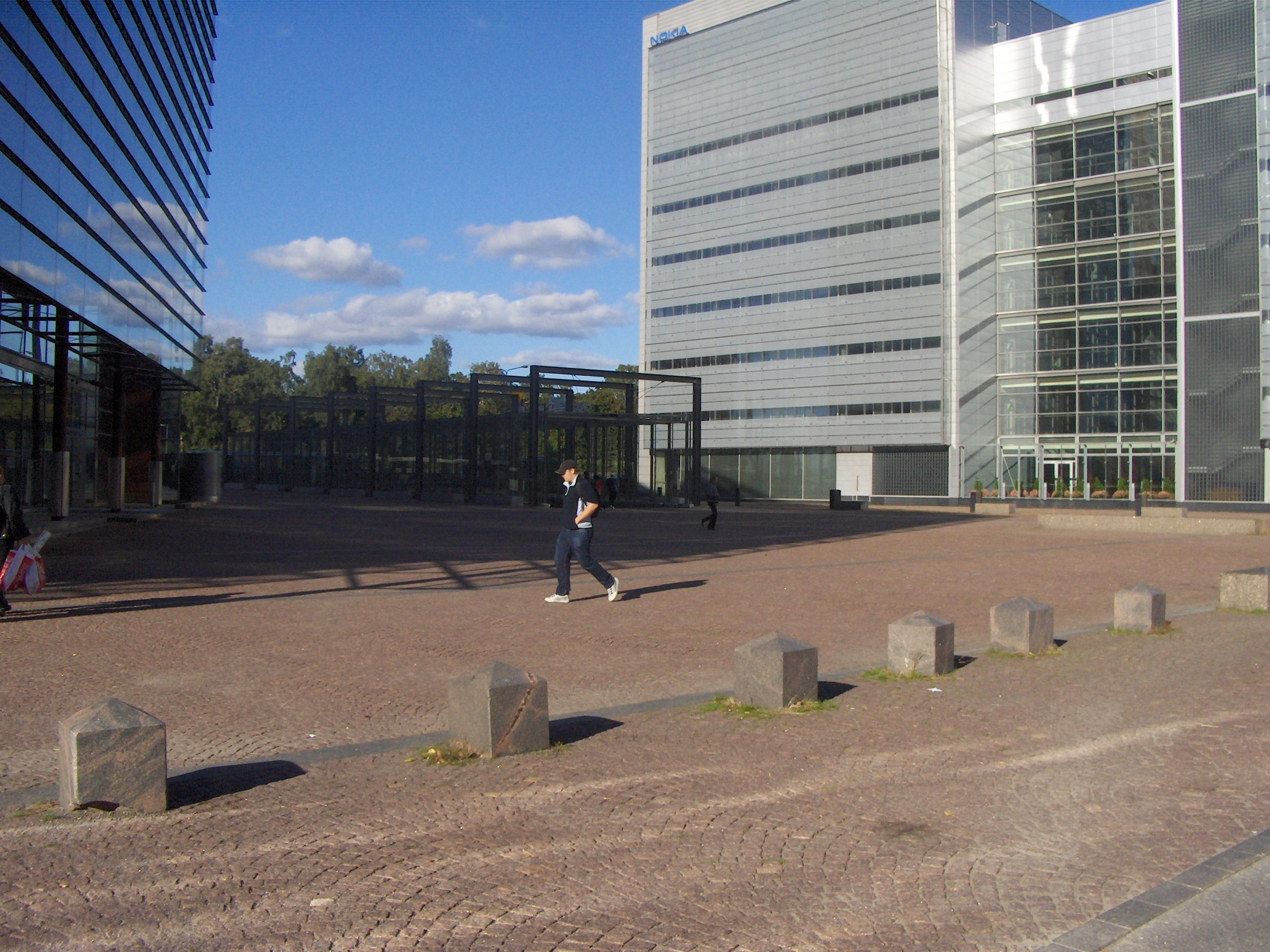
Place Itämerentori.
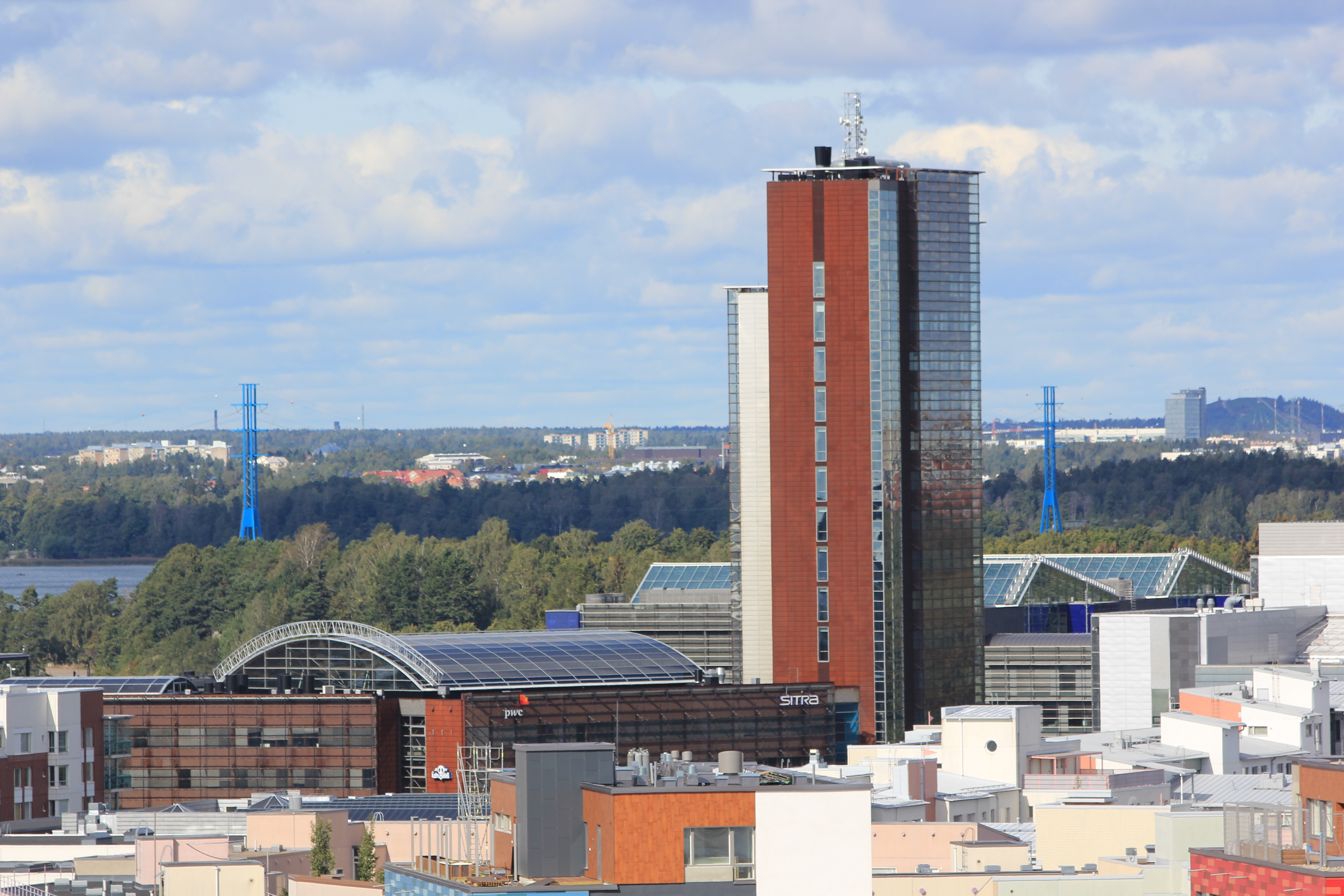
Itämerentorni.
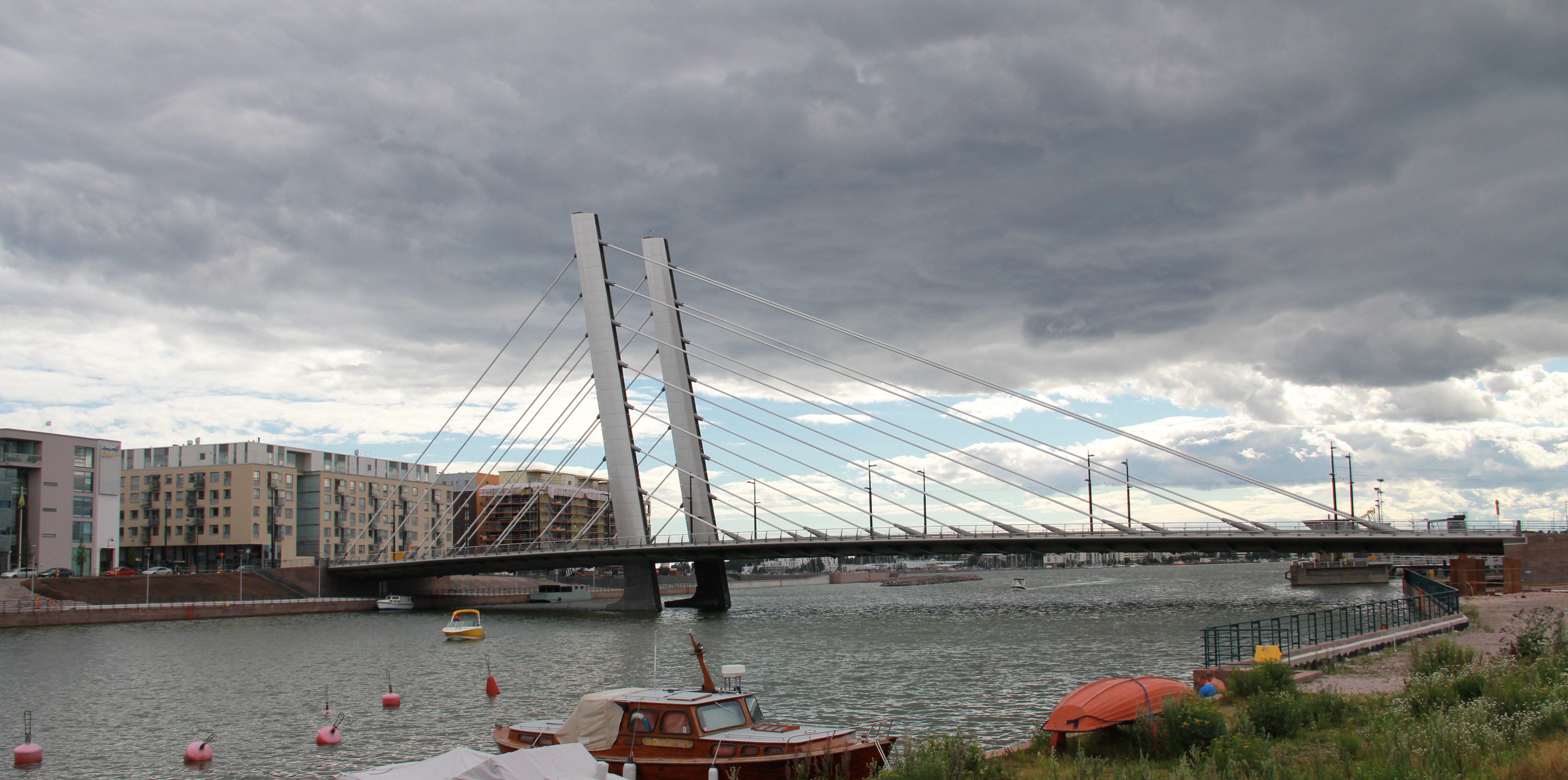
Pont de Crusell
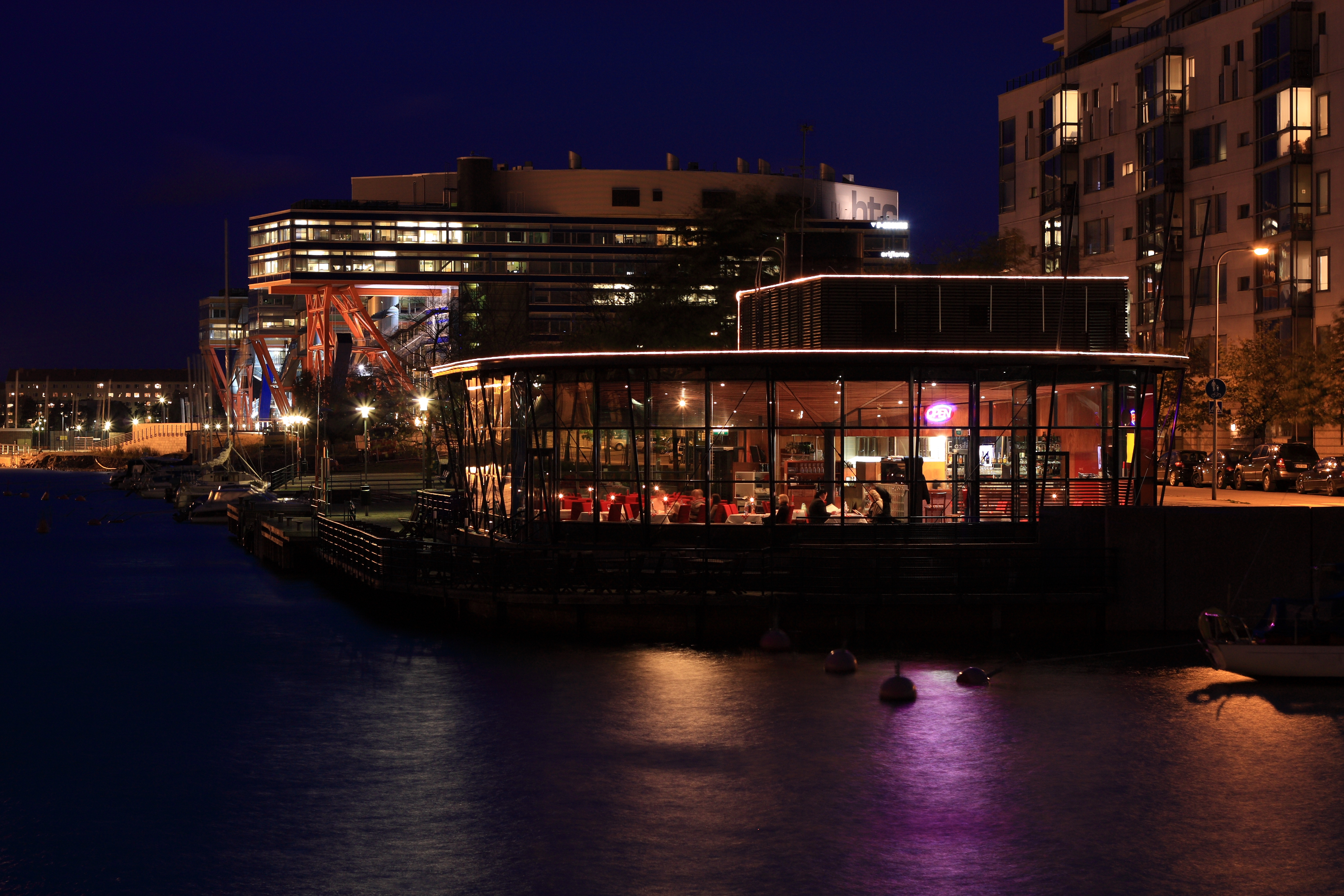
Restaurant de la Plage de Kellosaari et le Centre de Hautes Technologies de Helsinki.
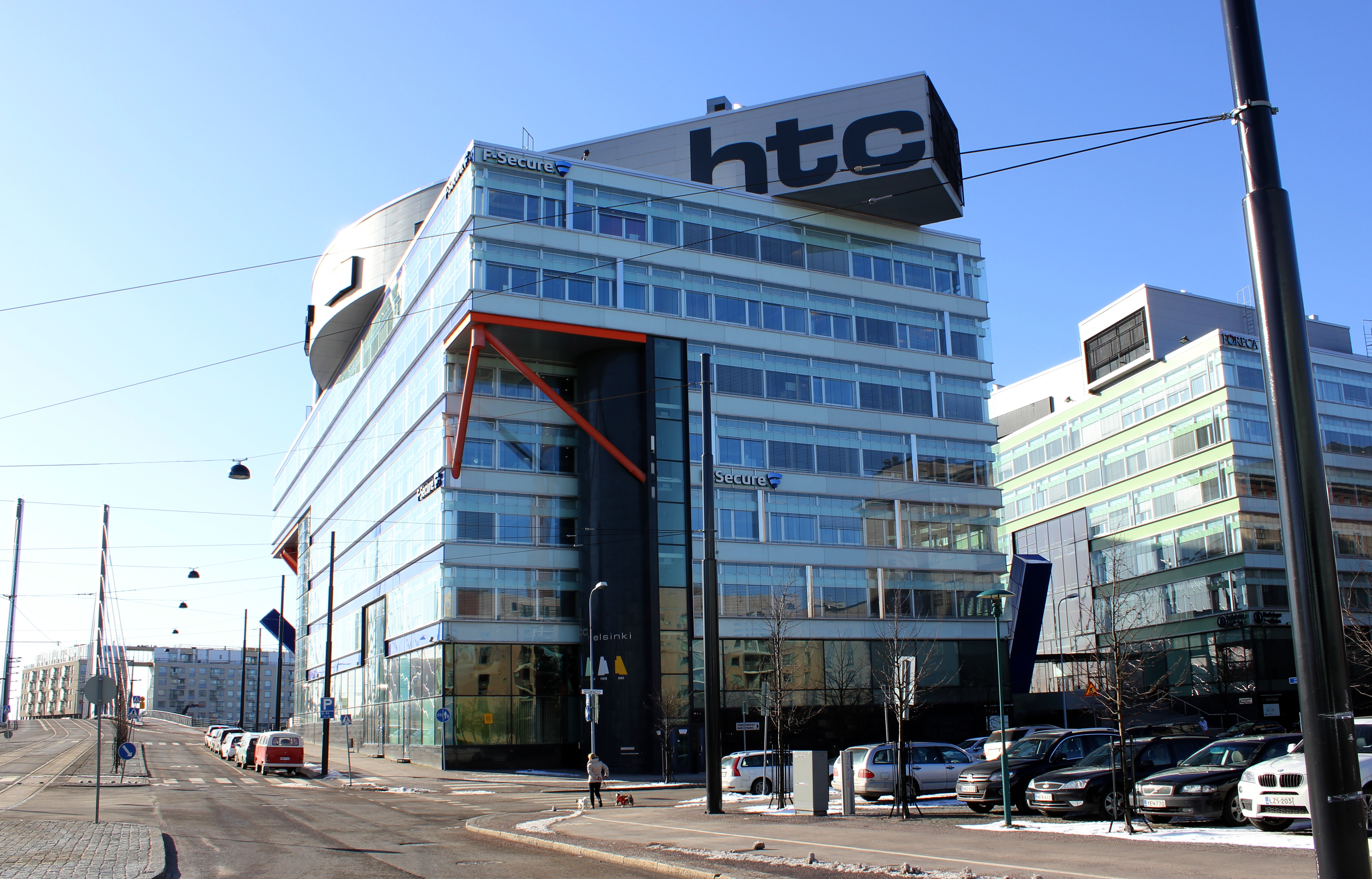
Siege de F-Secure.
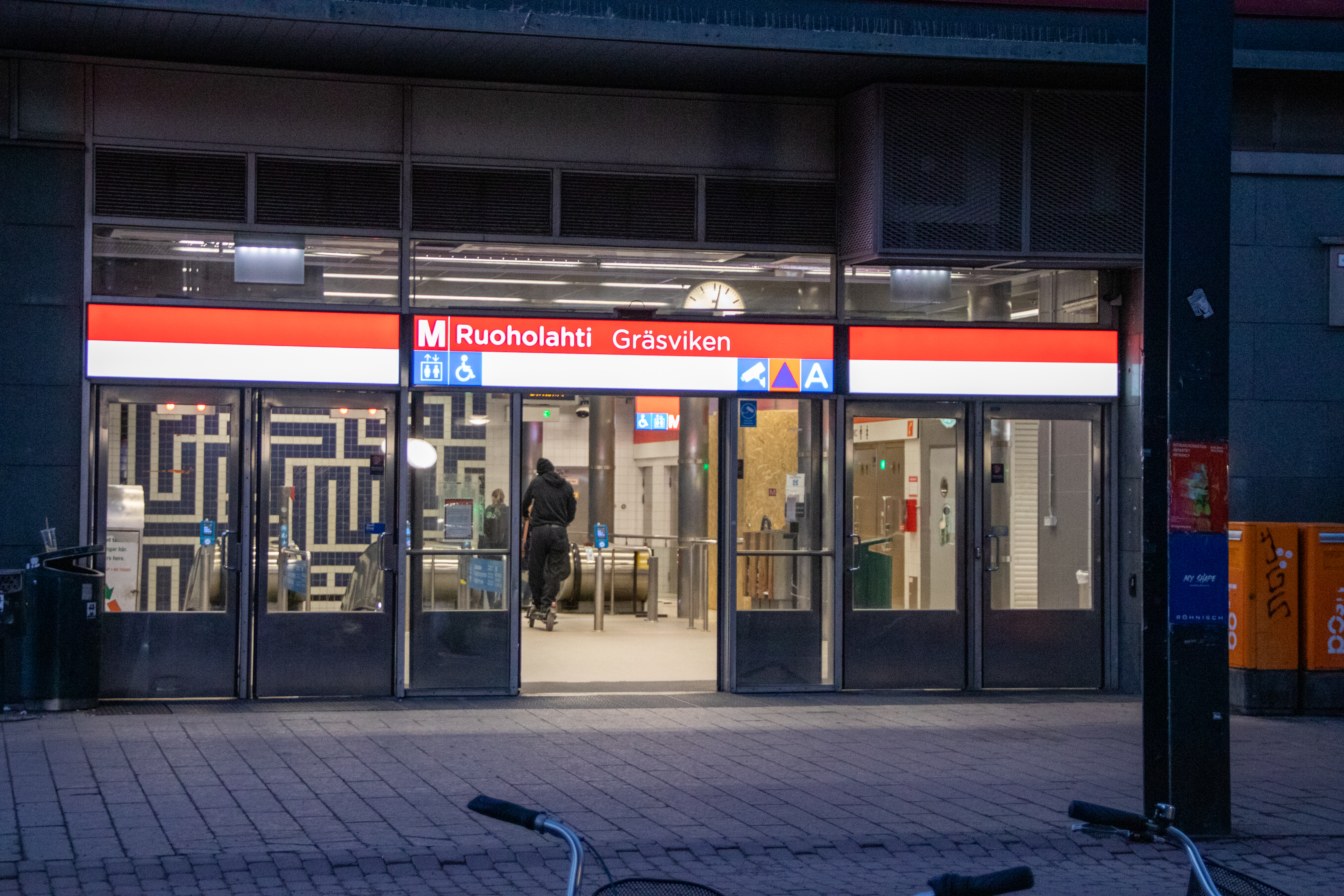
Station Ruoholahti.
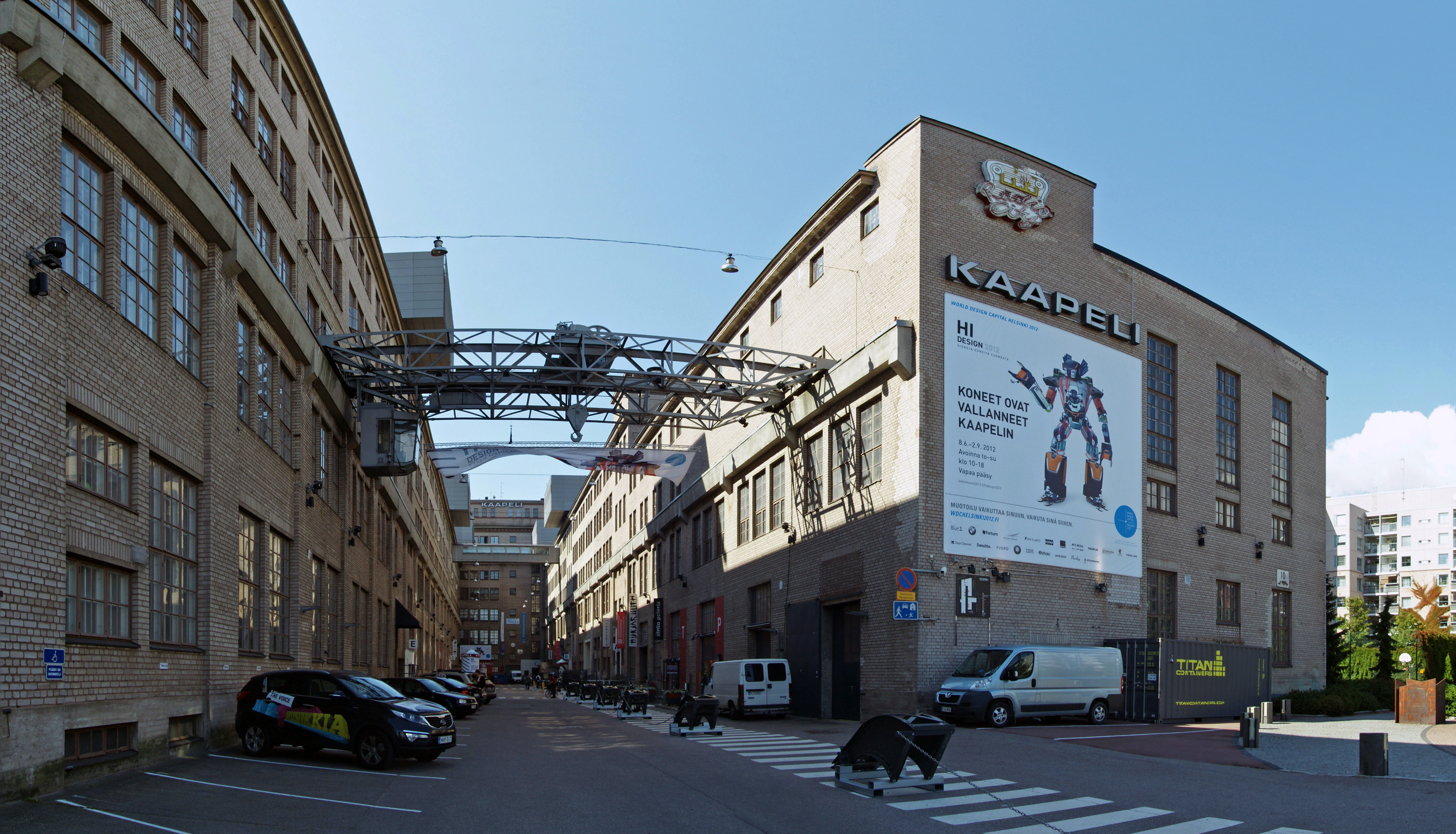
L'usine Kaapelitehdas.
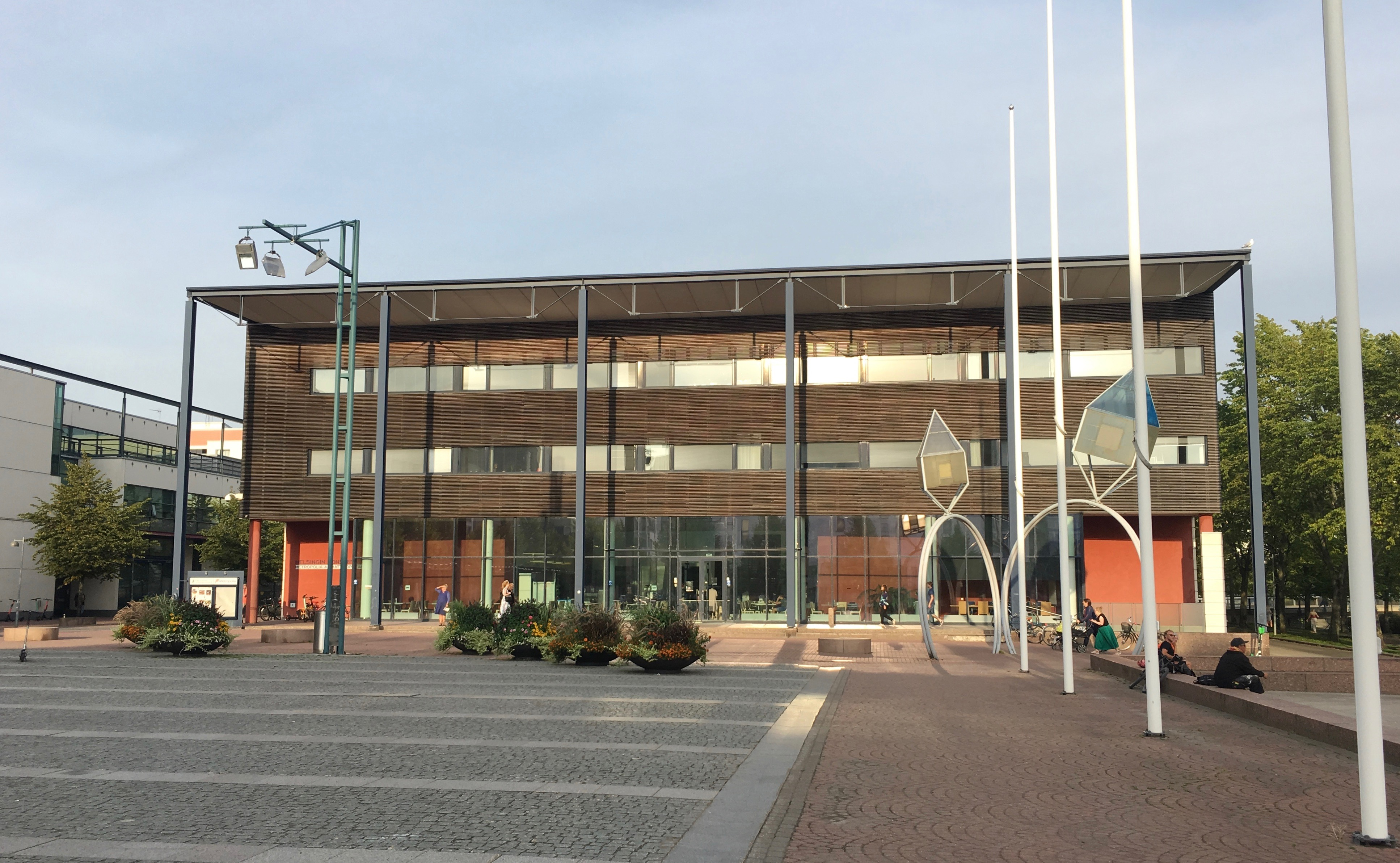
Conservatoire d'Helsinki